# Arduino Buri
Arduino Buri (Trieste, 26 giugno 1905 – 1981) è stato un militare e aviatore italiano, veterano della guerra d'Etiopia e della guerra di Spagna, considerato un asso della specialità aerosiluranti della Regia Aeronautica durante la seconda guerra mondiale, divenuto particolarmente noto per l'attacco contro la nave da battaglia britannica Nelson, che rimase gravemente danneggiata, durante l'operazione Halberd. In seguito affondò il piroscafo inglese Empire Defender, venendo per questo citato all'ordine del giorno nel Bollettino di guerra del Comando Supremo. Dopo la firma dell'armistizio dell'8 settembre 1943 aderi alla Repubblica Sociale Italiana entrando nelle file dell'Aeronautica Nazionale Repubblicana dove fu tra i fondatori del servizio aerosiluranti. Decorato con tre Medaglie d'argento e una di bronzo al valor militare, mentre la Medaglia d'oro al valor militare che gli era stata assegnata gli fu revocata nel dopoguerra per la sua adesione alla RSI.

## Biografia

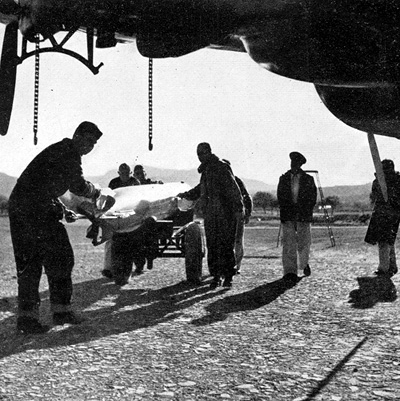
Caricamento di un siluro a bordo di un Savoia-Marchetti S.79 Sparviero.

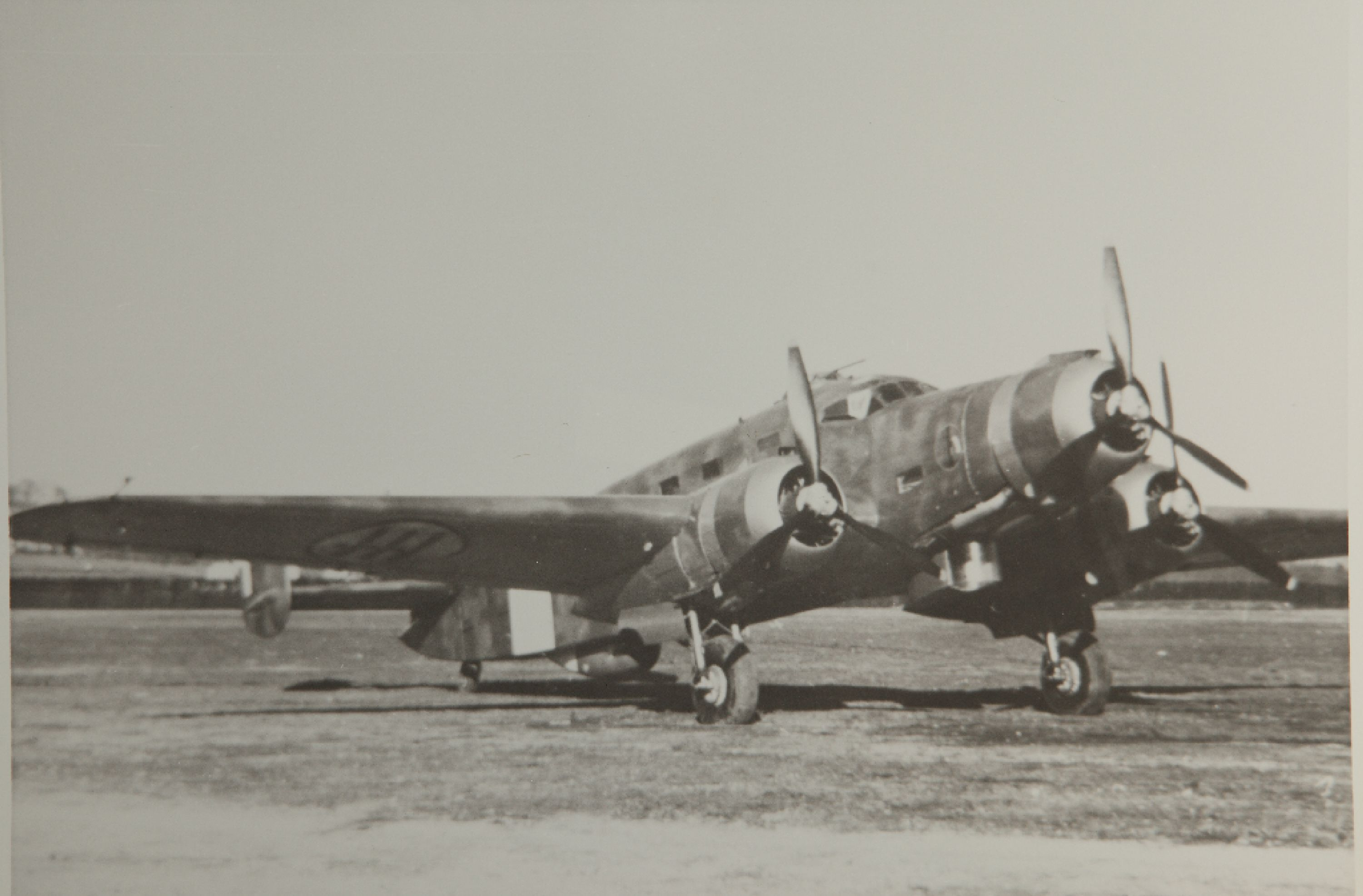
Un bombardiere aerosilurante Savoia-Marchetti S.M.84.

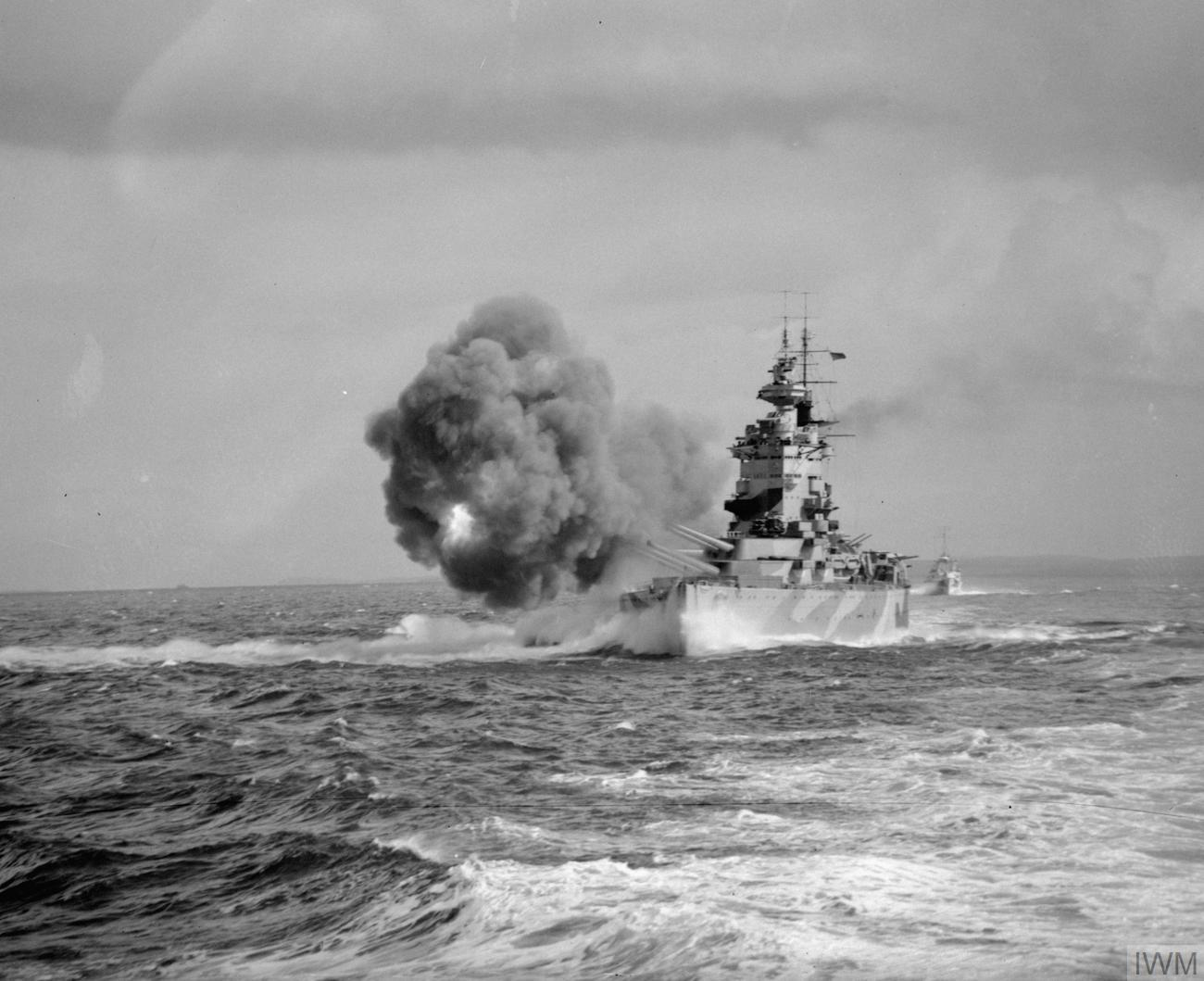
La corazzata Nelson in azione durante la seconda guerra mondiale.

Nacque a Trieste, allora parte dell'Impero austro-ungarico il 26 giugno 1905, figlio di Ermenegildo, all'interno di una famiglia di forti sentimenti italiani. Dopo lo scoppio della prima guerra mondiale, suo padre varcò la frontiera per arruolarsi nell'esercito italiano, e per rappresaglia lui, che aveva nove anni, e sua madre vennero deportati dalla gendarmeria imperiale presso il campo di concentramento di Katzenau, nei pressi di Linz, dove rimasero fino a che non furono scambiati con altri prigionieri e poterono rientrare in Italia. Dopo la fine della guerra ritornò a Trieste, e quando nel 1920 si costituirono le prime "Squadre Volontarie di Difesa Cittadina" ne entrò subito a far parte con il grado di capo manipolo. Tali squadre avevano lo scopo di difendere il territorio italiano che confinava con la Slovenia  dalle mire jugoslave. All'età di diciassette anni, insieme a moltissimi reduci di guerra, partecipò alla Marcia su Roma, ma non si iscrisse mai al Partito Nazionale Fascista. L'anno successivo si arruolò nel Regio Esercito, frequentando la Scuola Allievi ufficiali di complemento di Pola, al termine della quale fu assegnato come sottotenente al corpo degli alpini. Appassionatosi al mondo dell'aviazione, dopo la riorganizzazione della Regia Aeronautica voluta da Italo Balbo nell'ottobre 1927 passò in servizio nell'aviazione, e conseguì il brevetto di pilota militare presso la Scuola di volo di Passignano nel giugno 1928, assegnato successivamente in servizio in una squadriglia di idrovolanti, volando sui Savoia-Marchetti S.59bis in voli di ricognizione diurni e notturni, soccorso aereo, e prove motori. Nel 1935, allo scoppio della guerra d'Etiopia, in forza all'Aviazione della Somalia volò sugli IMAM Ro.1 della 1ª Squadriglia Somala Ricognizione Terrestre, e poi sui Caproni Ca.101, eseguendo voli di bombardamento, ricognizione e copertura aerea alle truppe terrestri, e collaborando coi generali Ferruccio Ranza e Annibale Bergonzoli. Al termine del conflitto risultava decorato con una Medaglia di bronzo al valor militare, e promosso tenente in servizio permanente effettivo (s.p.e.) nel settembre 1936.
Promosso capitano nel marzo 1937, con il nome di copertura di "Arduino Brazza" partì per combattere nella guerra di Spagna in forza all'Aviazione Legionaria come comandante della 289ª Squadriglia Bombardieri Veloci del XXIX Gruppo, equipaggiata con i Savoia-Marchetti S.79 Sparviero. Eseguì numerosi bombardamenti su città, vie di comunicazione, e ponti, venendo decorato con una Medaglia d'argento al valor militare e due Croci al merito di guerra.
Rientrato in Patria, dopo l'entrata in guerra del Regno d'Italia, avvenuta il 10 giugno 1940, si distinse subito il giorno 20 per una ricognizione fotografica eseguita con un S.79 della 259ª Squadriglia sul porto di Biserta, in Tunisia. Successivamente chiese, ed ottenne, il passaggio alla specialità aerosiluranti. In forza al 108º Gruppo del 36º Stormo, il 27 settembre 1941 partecipò all'operazione Halberd pilotando un bombardiere aerosilurante Savoia-Marchetti S.M.84, e colpendo con un siluro la prora la nave da battaglia Nelson che rimase danneggiata, tanto da dover rientrare in Gran Bretagna per le riparazioni che richiesero sei mesi. Il coraggioso attacco rimase impresso nella memoria del vicecomandante dell'unità, commodoro Patrick M. Archdale, che nel dopoguerra volle incontrarlo per stringergli la mano e congratularsi con lui. Con il suo S.M.84 il 15 novembre dello stesso anno affondò presso l'isola de La Galite il piroscafo britannico Empire Defender (8.600 tpl), che navigava isolato da Malta a Gibilterra.
Promosso tenente colonnello per merito di guerra, dopo la firma dell'armistizio dell'8 settembre 1943 aderì alla Repubblica Sociale Italiana, entrando nelle file dell'Aeronautica Nazionale Repubblicana. Qui operò insieme a Remo Cadringher nella ricostruzione della specialità aerosiluranti, venendo posto al comando dell'Ispettorato aerosiluranti presso lo Stato maggiore dell'ANR.
Al termine della guerra venne sottoposto a procedimento di epurazione, degradato da tenente colonnello ad aviere semplice senza i benefici della pensione, e allontanato dal servizio. Decise quindi di emigrare, come molti altri, in Argentina, dove appena superata la Dogana, un ufficiale lo invitò a presentarsi all'Istituto Aerotecnico di Cordoba dove iniziò subito a lavorare come meccanico motorista, divenendo successivamente capo reparto, e poi fu trasferito alla Direzione Generale di Buenos Aires. Nel 1954 ritornò in Italia a bordo del transatlantico Giulio Cesare, ma appena sbarcato a Genova fu oggetto di minacce  da parte dei camalli del porto. Trovò la sua casa saccheggiata dapprima dai partigiani e poi dai tedeschi, rimase senza soldi, e soffrì la fame tanto da dovere chiedere ai frati dell'Opera Francescana di Milano un pasto caldo per lui e la sua famiglia. Cercò, ostinatamente, di rientrare in servizio o, almeno, che gli fosse riconosciuto il suo grado con diritto alla pensione, come era avvenuto per tanti altri militari aderenti alla RSI.
Ottenuto il reintegro nel grado di colonnello, e il riconoscimento delle decorazioni ottenute prima dell'8 settembre 1943, nel 1967 chiese udienza all'allora Ministro della Difesa Giulio Andreotti, che gliela concesse. Durante il loro incontro Andreotti gli propose la riammissione in servizio per sei mesi, con il comando dell'Accademia aeronautica di Pozzuoli, al termine del quale sarebbe stato messo in congedo definitivo con il grado di generale di brigata aerea. Unica condizione necessaria era la firma di un semplice documento che recitava: Rinnega il suo passato nella RSI. 
Quando vide quel documento raccolse le sue carte e disse Onorevole mi chiamavo Buri quando sono entrato nel suo ufficio, mi chiamo ancora Buri e non rinnego il mio passato!, si alzò in piedi, salutò sbattendo i tacchi, e quindi uscì dalla porta.  Lavorò come istruttore di volo presso l'Aeroclub di Bologna fino a sessanta anni, organizzando raduni aerei e svolgendo attività di divulgazione della storia degli aerosiluranti italiani. Si spense nel 1981.

### Annotazioni
1. ↑  
Bollettino n.532 del 16 novembre 1941: In Sicilia, ad Acireale, le perdite causate dall'aviazione britannica, nell'incursione della notte sul 15, sono aumentate a ventun morti e ventinove feriti. Sulla costa è stato catturato l'equipaggio, composto di tre sottufficiali, di un aereo abbattuto in mare. Nell'Africa settentrionale, sul fronte di Tobruk, attività d'artiglieria. Incursione aerea nemica su Bengasi e su Derna: qualche danno; una vittima e alcuni feriti tra la popolazione araba. Nell'Africa orientale, i violenti attacchi sferrati dall'avversario contro nostri capisaldi avanzati dello scacchiere di Gondar sono stati infranti: centinaia di morti sono rimasti sul terreno davanti alle posizioni strenuamente difese; altre gravi perdite sono state inflitte durante puntate offensive effettuate dai nostri reparti. In Africa, bombardieri germanici hanno attaccato l'aeroporto di Giarabub distruggendo al suolo tre plurimotori e la caccia ha abbattuto in combattimento quattro velivoli nemici. Due nostri velivoli non sono tornati alla base. Nel Mediterraneo orientale, nostri apparecchi in ricognizione offensiva hanno colpito con bombe ed affondato due mercantili nemici; nel Mediterraneo centrale, nostri cacciatori in crociera hanno abbattuto due velivoli del tipo Wellington; nel Mediterraneo occidentale, un nostro aerosilurante al comando del maggiore pilota Arduino Buri ha attaccato un piroscafo nemico, carico, da 10 mila tonnellate, affondandolo.
2. ↑  Sua madre rientrò in Italia portando con sé i piani della base navale di Pola, fornitagli da un suo familiare, ed appena giunta si era arruolata tra le crocerossine, mentre suo marito combatteva al fronte e suo fratello pilotava bombardieri Caproni, ed aveva poi perso la vita.
3. ↑  In questo reparto militavano anche Livio Zannoni, Tito Minniti, e Vittore Catella.
4. ↑  Il suo equipaggio era formato dal maggiore Buri, il maresciallo pilota Giovanetti, il sergente motorista Gallinotti, il primo aviere fotografo Carta e l'armiere Merlini.
5. ↑  Tra di essi Angelo Tondi, Ugo Drago, Adriano Mantelli, Mario Bonzano, Giuseppe Robetto e Ferrari.
6. ↑  Gli scrissero sul bagagli frasi come: Buri non ci siamo dimenticati di te, Prima o poi la pagherai, e C’è una pallottola che ti aspetta.

### Fonti
1. 1 2 3 4 5 6 7 8 9 10 11 12 13 14 15 16 17  Il napoletano.
2. 1 2 3  Cicogna 2017, p. 6.
3. 1 2  Mattioli 2018, p. 14.
4. ↑  Mattioli 2018, p. 47.
5. 1 2  Cicogna 2017, p. 7.
6. 1 2  Mattioli, Caruana, Postlethwaite 2014, p. 80.
7. ↑  Supplemento Ordinario alla Gazzetta Ufficiale del Regno d'Italia n.230 del 2 ottobre 1939, pag.48.